# Anne Hutchinson

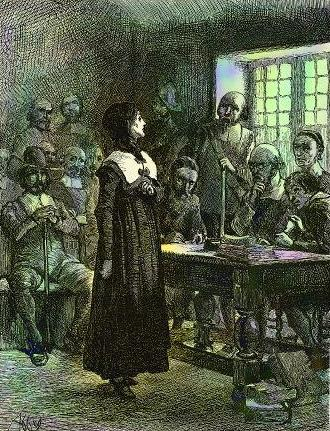
De rechtszaak van Anne Hutchinson

Anne Hutchinson (Alford (Lincolnshire), 20 januari 1591 - Nieuw-Nederland, augustus 1643) was een puriteinse dissidente in Massachusetts Bay Colony.

## Levensloop
Hutchinson werd geboren in Engeland als Anne Marbury. Ze trouwde met William Hutchinson in 1612 waarna ze in 1634 naar Massachusetts emigreerden. Daar organiseerde ze drukbezochte wekelijkse bijeenkomsten waarin religieuze zaken werden besproken.
Haar mening over het belang van een persoonlijkere spirituele band met God en haar kritiek op de puriteinse hiërarchie leidde tot beschuldigingen van ketterij, onder meer door gouverneur John Winthrop. In 1637 werd ze door de koloniale rechtbank verbannen uit Massachusetts en in 1638 werd ze geëxcommuniceerd door haar kerk.
Samen met haar familie en volgelingen migreerde ze naar het hedendaagse Rhode Island. Na de dood van haar man ging ze naar Nieuw-Nederland vanwege de dreigende invloed van Massachusetts op Rhode Island. Nieuw-Nederland was toentertijd echter in oorlog met indianenstammen in de Oorlog van Kieft. In 1643 werden Hutchinson en haar gezelschap aangevallen door indianen en vrijwel allemaal vermoord; de enige overlevende van het bloedbad was haar 9-jarige dochter Susanna.